# Re:Zero − Starting Life in Another World: The Prophecy of the Throne
Re:Zero -Starting Life in Another World- The Prophecy of the Throne conhecida no Japão como: Re:Zero -Starting Life in Another World- The False Royal Election Candidate (Re:ゼロから始める異世界生活 偽りの王選候補 Re: Zero kara Hajimeru Isekai Seikatsu Itsuwarino-ō-sen kōho) é um videogame de aventura tática desenvolvido pela Chime e publicado pela Spike Chunsoft . É o segundo jogo Re:Zero oficial a ser lançado em consoles e é o primeiro jogo Re:Zero a ser lançado em um console Nintendo. É também o primeiro jogo Re:Zero a ter vozes em inglês e ser lançado fora do Japão.

## Jogabilidade
Em Re:Zero − Starting Life in Another World: The Prophecy of the Throne, o jogador faz o papel de Subaru Natsuki, que se vê transportado para outro mundo. Eles podem explorar o Reino de Lugunica e interagir com personagens novos ou familiares do anime. O “Return by Death” da Subaru, como no original, é um elemento importante em termos de sistemas de jogo. Os personagens aparecerão na forma chibi durante a exploração e o combate, e verão suas ilustrações no jogo durante as conversas. Antes do combate, Subaru é obrigado a reunir informações para seus aliados. Se Subaru tiver informações suficientes, o jogador pode ter duas opiniões diferentes para escolher e dependendo da escolha, o número de aliados participantes da missão e o comportamento dos aliados durante a missão mudarão. No entanto, se houver falta de informação, pode haver apenas uma opinião ou nenhuma opinião. Como resultado, as ações dos pares de Subaru podem não surtir efeito e a dificuldade da missão pode aumentar.
O combate ocorre em um sistema de batalha 3D baseado em turnos. O jogador controla personagens com movimento limitado, semelhante às séries Sakura Wars e Valkyria Chronicles . Porém, o jogador só pode controlar Subaru enquanto outros personagens lutam de forma independente, seguindo as ordens dadas pelo jogador, semelhante ao Persona 3 . O jogador progride na história principalmente por meio de conversas com animações suaves de personagens e diálogos totalmente dublados. Subaru pode falar com personagens, verificar pontos no mapa e coletar itens e informações. Obter itens úteis e informações é a chave para completar missões com sucesso. Em “Briefings”, os jogadores podem traçar planos com aliados para decidir como proceder nas próximas missões. Subaru pode propor opiniões com base em quaisquer itens e informações coletadas para afetar as ações de seus aliados. Em seguida, eles agem para resolver os conflitos que atrapalham Subaru e seus amigos. Os jogadores só podem controlar Subaru, e seus aliados se movem de forma independente com base nas decisões tomadas durante os Briefings. Subaru possui um “medidor de ação” que diminui conforme o jogador avança. Quando Subaru realiza alguma ação ou o medidor de ação chega a 0, a fase de Subaru termina e a próxima fase começa. O jogador tem um número limitado de turnos. Se Subaru não atender aos requisitos, a missão falhará. Se Subaru morrer durante o combate, o jogador perderá automaticamente.

## História
O mundo se passa no Reino de Lugunica, onde humanos e demi-humanos viviam juntos e organizavam uma eleição para se tornar o próximo rei de Lugunica. O protagonista principal, Subaru Natsuki, um NEET de 17 anos que de repente se vê transportado para outro mundo no caminho da loja de conveniência para casa. Lá, ele conhece uma garota meio-elfa de cabelos grisalhos chamada Emilia, e se apaixona profundamente por ela. Ao chegar, Subaru adquire uma habilidade que ele chama de "Retorno pela Morte", que lhe permite voltar no tempo quando morrer, mantendo suas memórias das linhas do tempo anteriores. Ele não pode contar a ninguém sobre essa habilidade, porque qualquer tentativa de fazê-lo faz com que ele desmaie momentaneamente enquanto mãos invisíveis emergem para apertar seu coração, e podem até matar aqueles ao seu redor.
O jogo centra-se no enredo da Royal Selection da primeira temporada do anime (principalmente em torno do terceiro arco da série), mas contém eventos "e se" inteiramente novos, com supervisão do enredo do autor original Tappei Nagatsuki .
Um mês após o início da nova vida de Subaru em outro mundo, um emissário enviado pelo Castelo Real aparece de repente com a notícia de que a Seleção Real foi adiada, mas não oferece nenhuma razão para isso. O adiamento deste grande evento que decide o próximo governante do Reino de Lugunica coloca Subaru e seus amigos em ação. Eles retornam à Capital Real apenas para descobrir que um sexto candidato reivindicou sua participação no trono. Mas a Pedra do Dragão profetiza que apenas cinco candidatos seriam escolhidos. Sendo um candidato um impostor, as suspeitas são imediatamente lançadas sobre uma mulher em particular: Emilia. Que respostas estão além da misteriosa teia de assassinatos, traições e conspirações…?

## Desenvolvimento
Re:Zero − Starting Life in Another World: The Prophecy of the Throne foi desenvolvido pela Chime e publicado pela Spike Chunsoft, e foi totalmente supervisionado pelo autor japonês da série light novel Tappei Nagatsuki. Ao mesmo tempo, ele também supervisionava Re:Zero -Starting Life in Another World- Lost in Memories . Também incluiu o artista original de light novel, Shinichirou Otsuka, que desenhou os personagens do jogo, bem como os personagens da série.

## Recepção
Re:Zero -Starting Life in Another World- The Prophecy of the Throne recebeu críticas mistas a geralmente positivas de acordo com o site agregador de análises Metacritic com uma pontuação de 68/100 para a versão PlayStation 4 e 75/100 para o Versão Nintendo Switch .